# Narcissblomflugor
Narcissblomflugor (Merodon) är ett släkte i familjen blomflugor. Dess larver lever ofta i lökarna på narcisser.

## Kännetecken
Narcissblomflugor är relativt små till stora blomflugor, de nordiska arterna har en längd på mellan 11 och 16 millimeter. Utseendet varierar mycket. Baklåren är kraftiga och försedd med en trekantig tagg längst ner på undersidan. Ett annat karaktärsdrag är att en av vingribborna har en tydlig inbuktning, vilket syns på den nedersta bilden till höger. Den i Sverige vanligaste arten, bred narcissblomfluga, är humlelik.

## Levnadssätt
Narcissblomflugor lever i olika slags miljöer. Larverna utvecklas i lökar eller jordstammar, till exempel på narcisser, därav det svenska namnet. De kan orsaka viss skadegörelse på odlade lökväxter.

## Utbredning
Det finns 150 arter i släktet de flesta i södra palearktis och i den etiopiska regionen. I Europa finns över 50 arter, de flesta i sydöstra delen av kontinenten. 

### Arter i Norden
Följande tvåarter förekommer i Norden.
| Svenskt namn          | Vetenskapligt namn | Utbredning i Sverige                                                    |
| --------------------- | ------------------ | ----------------------------------------------------------------------- |
| smal narcissblomfluga | M. avidus          | Öland och Gotland                                                       |
| bred narcissblomfluga | M. equestris       | Lokalt vanlig i Götaland och Svealand. Längs norrlandskusten till Umeå. |

## Etymologi
Det vetenskapliga namnet Merodon betyder höfttand på grekiska. 